# Michel Léveillé
Michel Léveillé (* 3. April 1981 in Lévis, Québec) ist ein kanadischer Eishockeyspieler, der zuletzt für die Heilbronner Falken in der 2. Eishockey-Bundesliga spielte.

## Karriere
Nach seiner Juniorenzeit in der British Columbia Hockey League, spielte Léveillé insgesamt vier Jahre an der University of Maine in der National Collegiate Athletic Association. 2004 wurde er Vizemeister in der NCAA und führte das Team in den folgenden drei Spielzeiten als Kapitän aufs Feld. Im April 2007 unterschrieb er einen Vertrag bei den Toronto Marlies, für die er bis zum Ende der Saison 2007/08 in der American Hockey League aufs Eis ging. Zur folgenden Spielzeit wechselte der Center zu den Manchester Monarchs, bei denen er allerdings nur zu 20 Einsätzen in der AHL kam, ehe er sich den Charlotte Checkers anschloss, für die er zwei Spielzeiten in der ECHL spielte.
2010 wechselte Léveillé nach Deutschland und unterschrieb einen Vertrag beim Zweitligisten Heilbronner Falken, der nach einer guten ersten Saison um ein Jahr verlängert wurde.

## Karrierestatistik
(Legende zur Spielerstatistik: Sp oder GP = absolvierte Spiele; T oder G = erzielte Tore; V oder A = erzielte Assists; Pkt oder Pts = erzielte Scorerpunkte; SM oder PIM = erhaltene Strafminuten; +/− = Plus/Minus-Bilanz; PP = erzielte Überzahltore; SH = erzielte Unterzahltore; GW = erzielte Siegtore; 1 Play-downs/Relegation; Kursiv: Statistik nicht vollständig)